# Islote Mom
Die Islote Mom (spanisch) ist eine Insel in der Gruppe der Joinville-Inseln vor der nordöstlichen Spitze der Antarktischen Halbinsel. Sie ist die größte der Medley Rocks.
Argentinische Wissenschaftler benannten sie in Anlehnung an ihre Benennung Islotes Mom für die Medley Rocks. Deren Benennungshintergrund ist nicht überliefert.